# Колинда

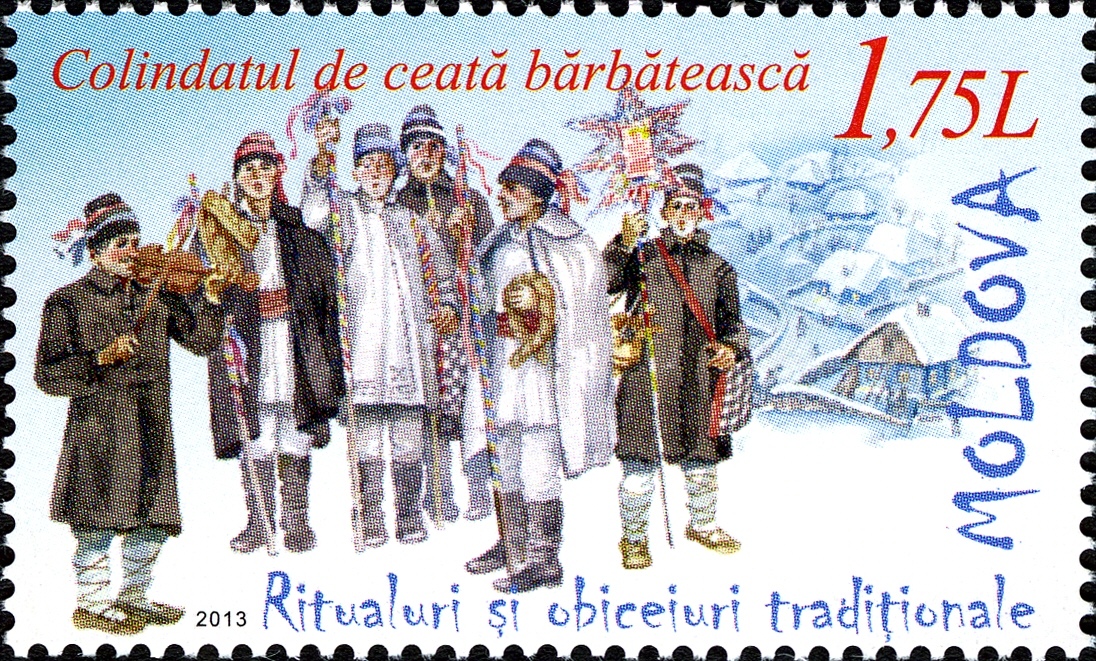
Исполнение молдавской рождественской колинды

Коли́нда (рум. colindă) — обрядовая песня периода рождественских праздников в Молдавии и Румынии, обычно на рождественскую тему. Колинды произошли от ритуальных валашских и молдавских народных песен. Традиционные колинды значительно отличаются от христианских рождественских гимнов Западной Европы. Около трети из них являются более древними и никак не связаны с христианским Рождеством.
В настоящее время некоторые колинды стали очень популярными в Румынии благодаря их широкому использованию на телевидении, в качестве звукового сопровождения и для рекламных целей.
В современной Молдавии многие фестивали и общественные мероприятия в период новогодних праздников называют «Колинда».
Самые известные колинды:
- «Мы пошли колядовать» (рум. Am plecat să colindăm)
- «Сегодня родился Христос» (рум. Astăzi s-a născut Hristos)
- «Доброе утро!» (рум. Bună dimineaţa!)
- «О, какая прекрасная весть!» (рум. O, ce veste minunată!)
- «Боже, Боже!» (рум. Domn, Domn!)
- «Вот идут колядовщики!» (рум. Iată vin colindători!)

## Галерея

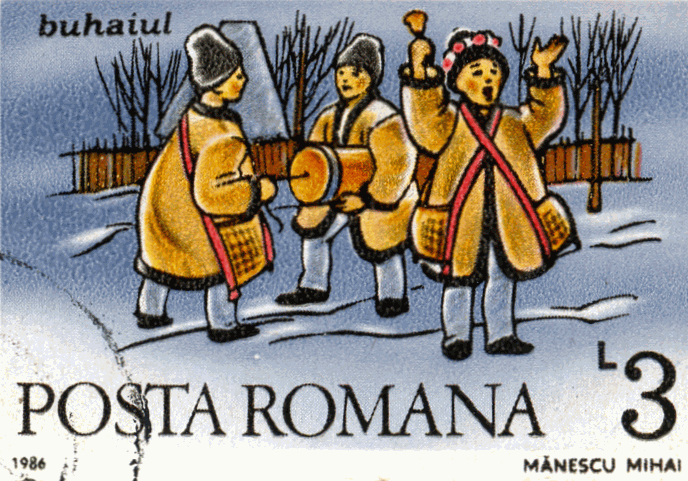
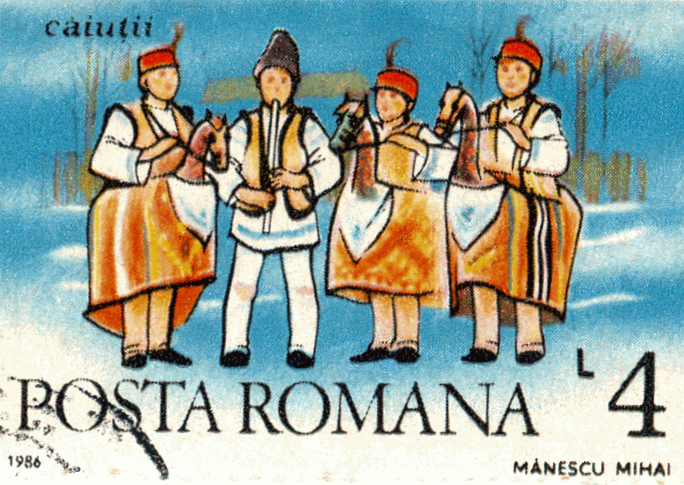
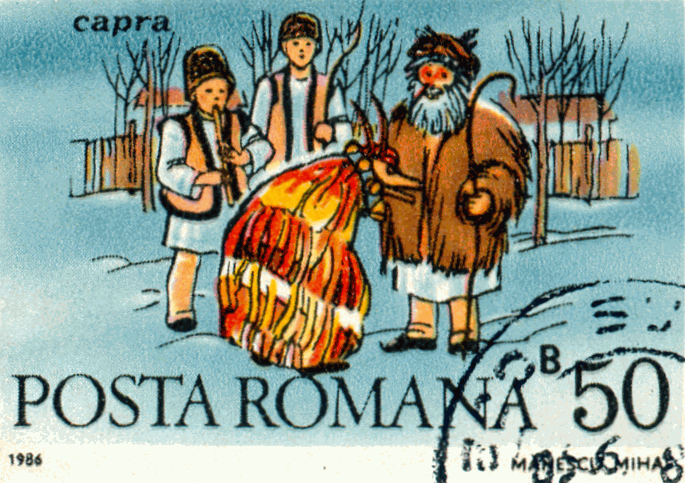
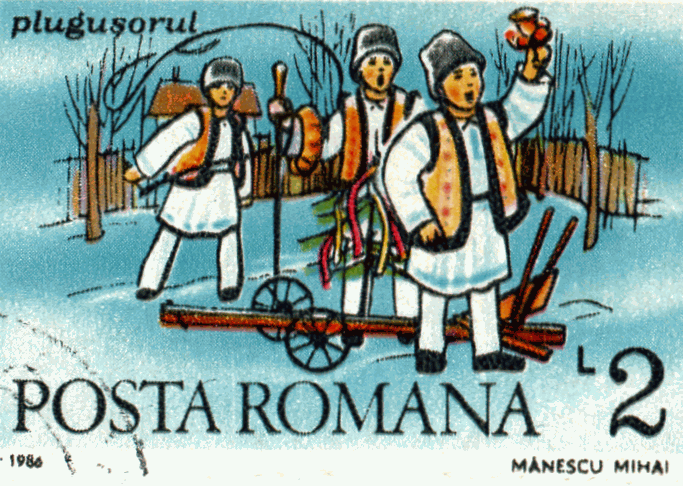
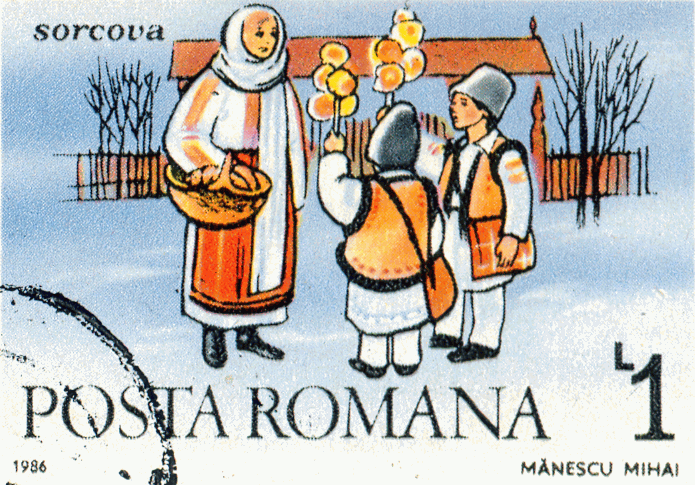